# Идиоспермум
Идиоспе́рмум (лат. Idiospérmum, от др.-греч. ἴδιον σπέρμα «необычное семя») — род вечнозелёных деревьев, встречающихся только в Австралии. Включает один вид — Идиоспермум австралийский (Idiospermum australiense (Diels) S.T.Blake).
Идиоспермум — реликт, произраставший ещё около 120 млн лет назад.
Согласно системе классификации Кронквиста род выделяли в отдельное семейство Idiospermaceae, но сейчас относят к семейству Каликантовые.
Опыляется преимущественно трипсами и жуками.

## Биологическое описание
Идиоспермум — примитивное цветковое растение. В отличие от остальных листопадных каликантовых, идиоспермум — вечнозелёное дерево высотой 15—30 м. 
Листья расположены очерёдно, парно или в мутовках по 3—4. Листья тёмно-зелёные, простые, 12—25 см длиной и 5—9 см шириной. 
Цветки — 4—5 см в диаметре, со спирально расположенными лепестками, опыляются перекрёстно. 
Фрукты с семенем до 8 см в диаметре, ядовиты. У семени может быть три или четыре семядоли.

## Распространение
Идиоспермум является не только эндемиком Австралии, но сегодня встречается лишь в лесах около Дейнтри в северо-восточном Квинсленде, где растёт группами в 10—100 деревьев.

## Классификация
В 1902 году немецкий учёный Людвиг Дильс открыл идиоспермум, описал его, назвав каликант австралийский. После вид считался вымершим, пока в 1971 году его плодами не отравилось четыре коровы местного фермера. В 1972 году С.Т. Блейк выделил идиоспермум в отдельное семейство с одним видом. Многие ботаники не признавали семейство, позже род был снова отнесён к каликантовым. Тем не менее, споры о его принадлежности к каликантовым продолжаются: это единственное 
вечнозелёное растение среди семейства, только идиоспермум из всего семейства произрастает в Южном полушарии. Кроме того, остальные каликантовые достигают высоты всего 3—4 м, в 4—7 раз ниже идиоспермума.